# Champanha-Ardenas
Champanha-Ardenas ou Champanhe-Ardenas (em francês:  Champagne-Ardenne) foi uma das 26 regiões administrativas da França  entre 1986 e 2015, e hoje integra a região administrativa Grande Leste (Alsácia-Champanha-Ardenas-Lorena). A região era constituída por 4 departamentos: Aube, Ardenas, Alto Marne, Marne. Sua capital é a cidade de Châlons-en-Champagne. É desta região que provém o nome da bebida champagne ou champanhe.